# Meunasah Ceubrek
Meunasah Ceubrek is een bestuurslaag in het regentschap Aceh Utara van de provincie Atjeh, Indonesië. Meunasah Ceubrek telt 1113 inwoners (volkstelling 2010).